# Queens Park Rangers Football Club 2012-2013
Questa voce raccoglie le informazioni riguardanti il Queens Park Rangers Football Club nelle competizioni ufficiali della stagione 2012-2013.

## Stagione
La stagione 2012-13 sarà la 126ª stagione professionistica, la 2 stagione il Premier League 
dopo 16 anni. Questa parte malissimo, dove nelle prime 16 partite non ne vince neanche 
una, cogliendo solo 7 punti. La prima vittoria arriva la giornata successiva nel derby contro
il Fulham per 2-1.Nel proseguimento della stagione i risultati non vengono, infatti viene
esonerato l'allenatore Harry Redknapp,ed al suo posto viene chiamato Mark Hughes,
male cose non migliorano particolarmente. La stagione si conclude all' ultimo posto
con 4 vittorie,13 pareggi e ben 21 sconfitte. In COPPA DI LEGA vince il primo turno battendo il Walsall,
ma perde in turno successivo contro il Reading; in FA CUP pareggia contro il West Bromwich,
che poi vince nel replay, ma erde in casa 2-4 contro il MKDons.

## Risultati

### Premier League
1) 18 agosto 2012 Queens Park Rangers 0-5 Swansea City Londra SPETT: 18.072
2) 25 agosto 2012 Norwich City 1 - 1 Queens Park Rangers Norwich SPETT:26.317
3) 1º settembre 2012 Manchester City 3 - 1 Queens Park Rangers Manchester SPETT: 45.579
4) 15 settembre 2012 Queens Park Rangers 0-0 Chelsea Londra SPETT: 18.271
5) 23 settembre 2012 Tottenham Hotspur 2 - 1 Queens Park Rangers Londra SPETT: 36.052
6) 1º ottobre 2012 Queens Park Rangers 1-2 West Ham United Londra SPETT:17.363
7) 6 ottobre 2012 West Bromwich Albion 3 - 2 Queens Park Rangers West Bromwich SPETT:23.987
8) 21 ottobre 2012 Queens Park Rangers 1 - 1 Everton Londra SPETT: 18.959
9) 27 ottobre 2012 Arsenal 1-0 Queens Park Rangers Londra SPETT:60.103
10) novembre 4, 2012 Queens Park Rangers 1 - 1 Reading Londra SPETT:16.797
11) 10 novembre 2012 Stoke City 1-0 Queens Park Rangers Stoke-on-Trent SPETT: 27.529
12) 17 novembre 2012 Queens Park Rangers 1-3 Southampton Londra SPETT:18.174
13) 24 novembre 2012 Manchester United 3 - 1 Queens Park Rangers Manchester SPETT:75.603
14) 27 novembre 2012 Sunderland 0-0 Queens Park Rangers Sunderland SPETT: 36.513
15) 1º dicembre 2012 Queens Park Rangers 1 - 1 Aston Villa Londra SPETT:17.387
16) 8 dicembre 2012 Wigan Athletic 2 - 2 Queens Park Rangers Wigan SPETT: 17.163
17) 15 dicembre 2012 Queens Park Rangers 2 - 1 Fulham Londra SPETT:18.233
18) 22 dicembre 2012 Newcastle United 1-0 Queens Park Rangers Newcastle SPETT: 50.180
19) 26 dicembre 2012 Queens Park Rangers 1-2 West Bromwich Albion Londra SPETT:17.782
20) dicembre 30, 2012 Queens Park Rangers 0 - 3 Liverpool Londra SPETT:18.304
21) 2 gennaio 2013 Chelsea 0-1 Queens Park Rangers Londra SPETT:41.634
22) 12 gennaio 2013 Queens Park Rangers 0-0 Tottenham Hotspur Londra SPETT:18.018
23) 19 gennaio 2013 West Ham United 1 - 1 Queens Park Rangers Londra SPETT: 34.962
24) 29 gennaio 2013 Queens Park Rangers 0-0 Manchester City Londra SPETT:17.894
25) 2 febbraio 2013 Queens Park Rangers 0-0 Norwich City Londra SPETT: 17.543
26) 9 febbraio 2013 Swansea City 4-1 Queens Park Rangers Swansea SPETT: 20.529
27) 23 febbraio 2013 Queens Park Rangers 0-2 Manchester United Londra SPETT:18.300
28) 2 marzo 2013 Southampton 1-2 Queens Park Rangers Southampton SPETT:31.728
29) 9 marzo 2013 Queens Park Rangers 3 - 1 Sunderland Londra SPETT: 18.169
30) 16 marzo 2013 Aston Villa 3 - 2 Queens Park Rangers Birmingham SPETT:38.594
31) 1º aprile 2013 Fulham 3 - 2 Queens Park Rangers Londra SPETT: 25.117
32) 7 aprile 2013 Queens Park Rangers 1 - 1 Wigan Athletic Londra SPETT: 16.658
33) 13 aprile 2013 Everton 2-0 Queens Park Rangers Liverpool SPETT:34.876
34) 20 aprile 2013 Queens Park Rangers 0-2 Stoke City Londra SPETT:17.391
35) 28 aprile 2013 Reading 0-0 Queens Park Rangers Reading SPETT: 23.388
36) 4 maggio 2013 Queens Park Rangers 0-1 Arsenal Londra SPETT: 18.178
37) 12 maggio 2013 Queens Park Rangers 1-2 Newcastle United Londra SPETT:17.278
38) 19 maggio 2013 Liverpool 1-0 Queens Park Rangers Liverpool SPETT:44.792

### Football League Cup
Round 2 28 agosto 2012 Queens Park Rangers 3-0 Walsall Londra SPETT:6.129
Round 3 26 settembre 2012 Queens Park Rangers 2-3 Reading Londra SPETT:11.562

### FA Cup
Round 3 5 gennaio 2013 Queens Park Rangers 1 - 1 West Bromwich Albion Londra SPETT:8.894
Round 3 Replay 15 gennaio 2013 West Bromwich Albion 0-1 Queens Park Rangers West Bromwich SPETT:11.184
Round 4 26 gennaio 2013 Queens Park Rangers 2-4 Milton Keynes Dons Londra SPETT:17.081